# Temelucha argentea
Temelucha argentea är en stekelart som beskrevs av Dasch 1979. Temelucha argentea ingår i släktet Temelucha och familjen brokparasitsteklar. Inga underarter finns listade i Catalogue of Life.